# العلاقات البحرينية الإماراتية
العلاقات البحرينية الإماراتية هي علاقات ثنائية بين دولة الإمارات العربية المتحدة والبحرين. العلاقات بين البلدين وثيقة وودية بوجود سفارة إماراتية في المنامة وسفارة بحرينية في أبوظبي. كلا البلدين جزء من الخليج العربي وعلى مقربة من بعضها البعض وكلاهما أيضا أعضاء في مجلس التعاون الخليجي.

## التاريخ
يشترك كلا البلدين في التاريخا المشترك وكان كل منهما ضمن المحميات البريطانية منذ القرن 19. بعد إعلان بريطانيا الانسحاب من شرق السويس فإن الإمارات السبع التي تشكل حاليا دولة الإمارات العربية المتحدة وقطر والبحرين دخلوا في مفاوضات لتشكيل اتحاد سياسي مستقل. ومع ذلك أدت الخلافات الإدارية إلى انسحاب البحرين من المفاوضات وإعلان الاستقلال في أغسطس 1971 ثم تم تأسيس دولة الإمارات العربية المتحدة في وقت لاحق من ذلك العام. انضم كلا البلدين إلى منظمة مجلس التعاون الخليجي في عام 1981 وكان لديهما علاقات دبلوماسية وتجارية وثيقة منذ ذلك الحين.

## السفراء
السفير البحريني في دولة الإمارات العربية المتحدة حاليا محمد حمد صقر المعاودة في حين السفير الإماراتي الحالي إلى البحرين هو عبد الرضا عبد الله خوري.